# Crydamoure
Crydamoure es un sello discográfico de French House, que pertenece al exmiembro del dúo francés Daft Punk Guy-Manuel de Homem-Christo. El sello comenzó a producir en 1997 con Holiday on Ice, siendo el primer lanzamiento del grupo Le Knight Club (formado por el mismo Homem-Christo y Eric Chedeville). Crydamoure fue uno de los primeros sellos discográficos de French House en introducir elementos de banda y guitarra en sus producciones.
La creación de Crydamoure representó un cambio de aires para Homem-Christo, ya que comenzó a producir música distinta a la que hacía en Daft Punk con Thomas Bangalter, y además le permitió relacionarse con otros productores como Raw Man.
Así como Homem-Christo comenzó a concentrarse en otros proyectos y colaboraciones, Bangalter hizo lo mismo creando su propio sello disquero llamado Roulé. Esto le dio la oportunidad a Bangalter de crear su propia música y trabajar con su amigo DJ Falcon, para formar el grupo Together.

## Discografía
| Discografía de Crydamoure | Discografía de Crydamoure  | Discografía de Crydamoure                                    | Discografía de Crydamoure |
| Fecha de lanzamiento      | Artista                    | Título                                                       | Número de Catálogo        |
| ------------------------- | -------------------------- | ------------------------------------------------------------ | ------------------------- |
| 1997                      | Le Knight Club             | Santa Claus / Holiday On Ice                                 | CRYDA 001                 |
| 1997                      | Paul Johnson               | White Winds / Santa Claus (Remix)                            | CRYDA 002                 |
| 1998                      | Le Knight Club             | Troobadoor / Mirage                                          | CRYDA 003                 |
| 1998                      | Le Knight Club Vs DJ Sneak | Intergalactik Disko (Dj.S) Intergalactik Disko (L.K.C)       | CRYDA 004                 |
| 1999                      | Le Knight Club             | Boogie Shell / Coco Girlz / Mosquito / Coral Twist           | CRYDA 005                 |
| 1999                      | The Buffalo Bunch          | Take It To The Street! / Music Box                           | CRYDA 006                 |
| 1999                      | Le Knight Club             | Hysteria / Hysteria II                                       | CRYDA 007                 |
| 1999                      | Raw Man & Crydamoure       | Lovers / Number Seven / Number 7 (Remix By Le Knight Club)   | CRYDA 008                 |
| 1999                      | Deelat                     | United Tastes Of Deelat / Wet Indiez / G.M.F/ Wetness Anthem | CRYDA 009                 |
| 2000                      | Play Paul                  | Spaced Out / Holy Ghostz                                     | CRYDA 010                 |
| 2000                      | The Eternals               | Wrath Of Zeus                                                | CRYDA 011                 |
| 2000                      | Sedat                      | The Turkish Avenger / Feel Inside                            | CRYDA 012                 |
| 2001                      | Le Knight Club             | Gator / Chérie D'Amoure                                      | CRYDA 013                 |
| 2001                      | Archigram                  | Mad Joe / In Flight                                          | CRYDA 014                 |
| 2002                      | Le Knight Club             | Soul Bells / Palm Beat / Tropicall                           | CRYDA 015                 |
| 2002                      | Le Knight Club             | Nymphae Song / Rhumba                                        | CRYDA 016                 |
| 2002                      | Archigram                  | Carnaval                                                     | CRYDA 017                 |
| 2002                      | Crydajam                   | If You Give Me The Love I Want / Playground / Loaded         | CRYDA 018                 |
| 2003                      | Archigram                  | Doggystyle                                                   | CRYDA 019                 |

| Lanzamientos en CD | Lanzamientos en CD        | Lanzamientos en CD           | Lanzamientos en CD | Versiones                   |
| Compilaciones      | Compilaciones             | Compilaciones                | Compilaciones      | Versiones                   |
| ------------------ | ------------------------- | ---------------------------- | ------------------ | --------------------------- |
| 2001               | Various                   | Crydamoure Presents Waves    | CRYDA CD 001       | CD, Comp, Mixed             |
| 2003               | Various                   | Crydamoure Presents Waves II | CRYDA CD 002       | CD, Comp, Copy Prot., Mixed |
| Singles            | Singles                   | Singles                      | Singles            | Versiones                   |
| 2001               | Play Paul                 | Spaced Out                   | CRYDA CD 010       | CD, Maxi, Ltd               |
| 2001               | The Eternals              | Wrath Of Zeus                | CRYDA CD 011       | CD, Maxi, Ltd               |
| 2001               | Sedat The Turkish Avenger | The Turkish Avenger          | CRYDA CD 012       | Maxi                        |

### Compilaciones
- Waves (2000)
- Waves II (2003)

### Vinilos
- CRYDA 001 	Le Knight Club 	Santa Claus / Holiday On Ice 	(12")
- CRYDA 001 	Le Knight Club 	Santa Claus / Holiday On Ice 	(12", Promo)
- CRYDA 002 	Paul Johnson / Le Knight Club 	White Winds / Santa Claus (Remix) 	(12")
- CRYDA 003 	Le Knight Club 	Troobadoor / Mirage 	(12")
- CRYDA 004 	Le Knight Club vs. DJ Sneak 	Intergalactik Disko 	(12")
- CRYDA 005 	Le Knight Club 	Boogie Shell / Coco Girlz / Mosquito / Coral Twist 	(12")
- CRYDA 006 	Buffalo Bunch, The 	T.I.T.T.S. / Music Box 	(12")
- CRYDA 007 	Le Knight Club 	Hysteria 	(12")
- CRYDA 007 	Le Knight Club 	Hysteria 	(12", Promo, S/Sided, W/Lbl)
- CRYDA 008 	Raw Man 	Lovers 	(12")
- CRYDA 009 	Deelat 	United Tastes Of Deelat 	(12")
- CRYDA 010 	Play Paul 	Spaced Out / Holy Ghostz 	(12")
- CRYDA 011 	Eternals, The 	Wrath Of Zeus 	(12")
- CRYDA 012 	Sedat 	The Turkish Avenger 	(12")
- CRYDA 012 	Sedat 	The Turkish Avenger 	(12", W/Lbl, Promo)
- CRYDA 013 	Le Knight Club 	Gator / Chérie D'Amoure 	(12")
- CRYDA 013 	Le Knight Club 	Gator / Chérie D'Amoure 	(12", W/Lbl)
- CRYDA 014 	Archigram 	Mad Joe 	(12")
- CRYDA 015 	Le Knight Club 	Soul Bells / Palm Beat / Tropicall 	(12")
- CRYDA 016 	Le Knight Club 	Nymphae Song / Rhumba 	(12")
- CRYDA 017 	Archigram 	Carnaval 	(12")
- CRYDA 018 	Crydajam 	If You Give Me The Love I Want / Playground / Loaded 	(12")
- CRYDA 019 	Archigram 	Doggystyle 	(12", S/Sided)

### CD
- CRYDA CD010 	Play Paul 	Spaced Out 	(CD, Maxi)
- CRYDA CD011 	Eternals, The 	Wrath Of Zeus 	(CD, Maxi)
- CRYDA CD012 	Sedat 	The Turkish Avenger 	(CD, Maxi)